# Sujeto cognoscente
Sujeto cognoscente, ser pensante que realiza el acto del conocimiento. A lo largo de la historia de la metafísica y la epistemología, se ha discutido acerca de la pertenencia o no de tal sujeto a la realidad que conoce, y si esta última es realmente la verdadera realidad, o bien ve una parte de ella, o una realidad falsa, o si  en realidad es él quien la construye, como lo afirma el constructivismo.
Platón, en la alegoría de la caverna, plantea que la especie humana es capaz de conocer solamente las sombras de la realidad, y que esta se encuentra en el llamado Mundo de las Ideas. Immanuel Kant, en tanto, plantea que el sujeto cognoscente no conoce el noúmeno, o verdad última, sino sólo el fenómeno de ella. El positivismo mantiene al sujeto fuera de la realidad, entendiendo el conocimiento como la  extracción de contenido de tal externalidad. En cambio, el constructivismo, y en especial Ernst von Glasersfeld, consideran al sujeto como generador de su propia realidad. Humberto Maturana, en tanto, relaciona esto último con la idea de autopoiesis; la capacidad del ser vivo para autogenerarse.
- Datos: Q6135384